# Bellegarde-Sainte-Marie
Bellegarde-Sainte-Marie – miejscowość i gmina we Francji, w regionie Oksytania, w departamencie Górna Garonna.
Według danych na rok 1990 gminę zamieszkiwały 162 osoby, a gęstość zaludnienia wynosiła 14 osób/km² (wśród 3020 gmin regionu Midi-Pireneje Bellegarde-Sainte-Marie plasuje się na 901. miejscu pod względem liczby ludności, natomiast pod względem powierzchni na miejscu 978.).